# Laura Cosoi
Laura Cosoi, född 2 januari 1982 i Rumänien, är en rumänsk skådespelare och fotomodell.
Laura Cosoi startade sin skådespelarkarriär i rollen som Adina i TV-serien La Bloc på Pro TV (2005-2007). I mars 2006 var hon med i Playboy.